# Phosocephala
Phosocephala (лат.) — род тахин подсемейства Tachininae из трибы Tachinini. Эндемик Коста-Рики.

## Описание
Голова от ярко-жёлтого до тёмно-оранжевого цвета, по ширине примерно равна груди. Ширина лба больше половины ширины головы. Две пары верхние пары лобных щетинок крепкие и направлены вперёд. Глазковые щетинки хорошо развиты, направлены вперёд и сильно расходящиеся. Щупики полностью отсутствует. Глаза голые. Первый членик жгутика усика примерно в два раза длиннее педицелла. Грудь блестящая металлически-чёрная, с густым блестящим золотистым опылением по переднему краю. Щиток в основном тёмно-коричневый, покрыт серебристым опылением. Крылья отчетливо дымчато-серые. Ноги полностью желтые. Брюшко по длине и ширине примерно равен груди. Основной цвет брюшка черновато-бордовый, при взгляде издалека кажется блестящим чёрным или красновато-коричневым. Вдавление на средине первого и второго тергитов неглубокое и широкое. По переднему краю тергитов имеется узкая серебристая полоса.

## Биология
Личинки Phosocephala alexanderi паразитируют в гусеницах чешуекрылых рода Antiblemma из семейства Erebidae, которые питаются листьями Conostegia xalapensis (Melastomataceae).

## Классификация
Род описан Чарльзом Таунсендом в 1908 году. В состав рода включают 2 вида.
- Phosocephala alexanderi Fleming & Wood, 2016
- Phosocephala metallica Townsend, 1908

## Распространение
Представители рода встречаются только в Коста-Рике.